# Grande Prêmio da Espanha de 1992
Resultados do Grande Prêmio da Espanha de Fórmula 1 realizado em Barcelona em 3 de maio de 1992. Quarta etapa do campeonato foi vencido pelo britânico Nigel Mansell, da Williams-Renault, com Michael Schumacher em segundo pela Benetton-Ford e Jean Alesi em terceiro pela Ferrari.

## Classificação da prova

### Pré-classificação
| Pos. | Nº | Piloto           | Construtor           | Tempo    | Dif.     |
| ---- | -- | ---------------- | -------------------- | -------- | -------- |
| 1    | 29 | Bertrand Gachot  | Venturi-Lamborghini  | 1:26.032 | —        |
| 2    | 9  | Michele Alboreto | Footwork-Mugen/Honda | 1:26.120 | + 0.088  |
| 3    | 30 | Ukyo Katayama    | Venturi-Lamborghini  | 1:26.484 | + 0.452  |
| 4    | 14 | Andrea Chiesa    | Fondmetal-Ford       | 1:27.902 | + 1.870  |
| 5    | 34 | Roberto Moreno   | Andrea Moda-Judd     | 1:37.155 | + 11.123 |
| 6    | 35 | Perry McCarthy   | Andrea Moda-Judd     | s/ tempo | —        |

### Treinos
| Pos.    | Nº | Piloto               | Construtor           | Q1       | Q2       | Dif.    |
| ------- | -- | -------------------- | -------------------- | -------- | -------- | ------- |
| 1       | 5  | Nigel Mansell        | Williams-Renault     | 1:20.190 | 1:46.737 | —       |
| 2       | 19 | Michael Schumacher   | Benetton-Ford        | 1:21.195 | s/ tempo | + 1.005 |
| 3       | 1  | Ayrton Senna         | McLaren-Honda        | 1:21.209 | 1:46.581 | + 1.019 |
| 4       | 6  | Riccardo Patrese     | Williams-Renault     | 1:21.534 | s/ tempo | + 1.344 |
| 5       | 28 | Ivan Capelli         | Ferrari              | 1:22.413 | 1:52.319 | + 2.223 |
| 6       | 20 | Martin Brundle       | Benetton-Ford        | 1:22.529 | s/ tempo | + 2.339 |
| 7       | 2  | Gerhard Berger       | McLaren-Honda        | 1:22.711 | 1:46.062 | + 2.521 |
| 8       | 27 | Jean Alesi           | Ferrari              | 1:22.746 | 1:45.903 | + 2.556 |
| 9       | 16 | Karl Wendlinger      | March-Ilmor          | 1:23.121 | s/ tempo | + 2.931 |
| 10      | 26 | Erik Comas           | Ligier-Renault       | 1:23.593 | 1:50.914 | + 3.403 |
| 11      | 4  | Andrea de Cesaris    | Tyrrell-Ilmor        | 1:23.723 | 1:49.847 | + 3.533 |
| 12      | 21 | J. J. Lehto          | Dallara-Ferrari      | 1:24.054 | 1:54.117 | + 3.864 |
| 13      | 22 | Pierluigi Martini    | Dallara-Ferrari      | 1:24.236 | 1:54.590 | + 4.046 |
| 14      | 25 | Thierry Boutsen      | Ligier-Renault       | 1:24.583 | 1:56.313 | + 4.393 |
| 15      | 3  | Olivier Grouillard   | Tyrrell-Ilmor        | 1:24.608 | 1:51.606 | + 4.418 |
| 16      | 9  | Michele Alboreto     | Footwork-Mugen/Honda | 1:24.634 | 1:48.366 | + 4.444 |
| 17      | 33 | Maurício Gugelmin    | Jordan-Yamaha        | 1:24.671 | 1:50.598 | + 4.481 |
| 18      | 15 | Gabriele Tarquini    | Fondmetal-Ford       | 1:24.800 | 1:57.115 | + 4.610 |
| 19      | 10 | Aguri Suzuki         | Footwork-Mugen/Honda | 1:24.940 | s/ tempo | + 4.750 |
| 20      | 14 | Andrea Chiesa        | Fondmetal-Ford       | 1:24.963 | s/ tempo | + 4.773 |
| 21      | 11 | Mika Häkkinen        | Lotus-Ford           | 1:25.202 | s/ tempo | + 5.012 |
| 22      | 23 | Christian Fittipaldi | Minardi-Lamborghini  | 1:25.315 | 1:54.122 | + 5.125 |
| 23      | 17 | Paul Belmondo        | March-Ilmor          | 1:25.467 | s/ tempo | + 5.277 |
| 24      | 29 | Bertrand Gachot      | Venturi-Lamborghini  | 1:25.700 | 1:54.108 | + 5.510 |
| 25      | 24 | Gianni Morbidelli    | Minardi-Lamborghini  | 1:25.786 | 1:58.389 | + 5.596 |
| 26      | 12 | Johnny Herbert       | Lotus-Ford           | 1:25.786 | s/ tempo | + 5.596 |
| 27      | 30 | Ukyo Katayama        | Venturi-Lamborghini  | 1:25.932 | s/ tempo | + 5.742 |
| 28      | 7  | Eric van de Poele    | Brabham-Judd         | 1:26.880 | 3:23.215 | + 6.690 |
| 29      | 32 | Stefano Modena       | Jordan-Yamaha        | 1:27.480 | 1:54.443 | + 7.290 |
| 30      | 8  | Damon Hill           | Brabham-Judd         | 1:27.763 | s/ tempo | + 7.573 |
| Fontes: |    |                      |                      |          |          |         |

### Corrida
| Pos.    | Nº | Piloto               | Construtor            | Voltas | Tempo/Diferença | Grid | Pontos |
| ------- | -- | -------------------- | --------------------- | ------ | --------------- | ---- | ------ |
| 1       | 5  | Nigel Mansell        | Williams-Renault      | 65     | 1:56:10.674     | 1    | 10     |
| 2       | 19 | Michael Schumacher   | Benetton-Ford         | 65     | + 23.914        | 2    | 6      |
| 3       | 27 | Jean Alesi           | Ferrari               | 65     | + 26.462        | 8    | 4      |
| 4       | 2  | Gerhard Berger       | McLaren-Honda         | 65     | + 1:20.647      | 7    | 3      |
| 5       | 9  | Michele Alboreto     | Footwork-Mugen/Honda  | 64     | + 1 volta       | 16   | 2      |
| 6       | 22 | Pierluigi Martini    | Dallara-Ferrari       | 63     | + 2 voltas      | 13   | 1      |
| 7       | 10 | Aguri Suzuki         | Footwork-Mugen/Honda  | 63     | + 2 voltas      | 19   |        |
| 8       | 16 | Karl Wendlinger      | March-Ilmor           | 63     | + 2 voltas      | 9    |        |
| 9       | 1  | Ayrton Senna         | McLaren-Honda         | 62     | Spun Off        | 3    |        |
| 10      | 28 | Ivan Capelli         | Ferrari               | 62     | Spun Off        | 5    |        |
| 11      | 23 | Christian Fittipaldi | Minardi-Lamborghini   | 61     | + 4 voltas      | 22   |        |
| 12      | 17 | Paul Belmondo        | March-Ilmor           | 61     | + 4 voltas      | 23   |        |
| Ret     | 21 | J. J. Lehto          | Dallara-Ferrari       | 56     | Spun Off        | 12   |        |
| Ret     | 15 | Gabriele Tarquini    | Fondmetal-Ford        | 56     | Spun Off        | 18   |        |
| Ret     | 11 | Mika Häkkinen        | Lotus-Ford            | 56     | Spun Off        | 21   |        |
| Ret     | 26 | Erik Comas           | Ligier-Renault        | 55     | Spun Off        | 10   |        |
| Ret     | 29 | Bertrand Gachot      | Larrousse-Lamborghini | 35     | Motor           | 24   |        |
| Ret     | 3  | Olivier Grouillard   | Tyrrell-Ilmor         | 30     | Spun Off        | 15   |        |
| Ret     | 24 | Gianni Morbidelli    | Minardi-Lamborghini   | 26     | Semieixo        | 25   |        |
| Ret     | 33 | Maurício Gugelmin    | Jordan-Yamaha         | 24     | Spun Off        | 17   |        |
| Ret     | 14 | Andrea Chiesa        | Fondmetal-Ford        | 22     | Spun Off        | 20   |        |
| Ret     | 6  | Riccardo Patrese     | Williams-Renault      | 19     | Spun Off        | 4    |        |
| Ret     | 12 | Johnny Herbert       | Lotus-Ford            | 13     | Spun Off        | 26   |        |
| Ret     | 25 | Thierry Boutsen      | Ligier-Renault        | 11     | Motor           | 14   |        |
| Ret     | 20 | Martin Brundle       | Benetton-Ford         | 4      | Embreagem       | 6    |        |
| Ret     | 4  | Andrea de Cesaris    | Tyrrell-Ilmor         | 2      | Motor           | 11   |        |
| DNQ     | 30 | Ukyo Katayama        | Larrousse-Lamborghini |        |                 |      |        |
| DNQ     | 7  | Eric van de Poele    | Brabham-Judd          |        |                 |      |        |
| DNQ     | 32 | Stefano Modena       | Jordan-Yamaha         |        |                 |      |        |
| DNQ     | 8  | Damon Hill           | Brabham-Judd          |        |                 |      |        |
| DNPQ    | 34 | Roberto Moreno       | Andrea Moda-Judd      |        |                 |      |        |
| DNPQ    | 35 | Perry McCarthy       | Andrea Moda-Judd      |        |                 |      |        |
| Fontes: |    |                      |                       |        |                 |      |        |

## Tabela do campeonato após a corrida
| Pos.    | Pilotos            | Pontos |
| ------- | ------------------ | ------ |
| 1       | Nigel Mansell      | 40     |
| 2       | Riccardo Patrese   | 18     |
| 3       | Michael Schumacher | 17     |
| 4       | Gerhard Berger     | 8      |
| 5       | Jean Alesi         | 7      |
| Fontes: |                    |        |

| Pos.    | Construtor           | Pontos |
| ------- | -------------------- | ------ |
| 1       | Williams-Renault     | 58     |
| 2       | Benetton-Ford        | 17     |
| 3       | McLaren-Honda        | 12     |
| 4       | Ferrari              | 9      |
| 5       | Footwork-Mugen/Honda | 3      |
| Fontes: |                      |        |

- Nota: Somente as primeiras cinco posições estão listadas.